# 糙花箭竹
糙花箭竹（学名：Fargesia scabrida）为禾本科箭竹属下的一个种。

## 扩展阅读
- 維基物種上的相關：糙花箭竹